# Distretto di Houli
Il distretto di Houli (后里區S, Hòulǐ QūP) è un distretto della municipalità di Taichung, situata a Taiwan.